# Megachile monstrosa
Megachile monstrosa là một loài Hymenoptera trong họ Megachilidae. Loài này được Smith mô tả khoa học năm 1868.

## Hình ảnh

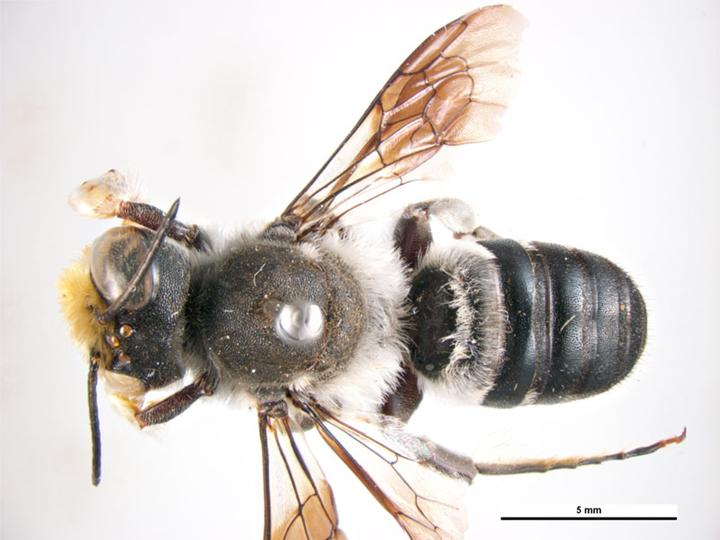